# Knut Porse
Knut Porse, födelseår okänt, död 30 maj 1330, var en halländsk riddare, svensk och dansk statsman, riksråd och hertig.

## Biografi
Han titulerades "riddare" 1318 och var då i tjänst hos hertiginnan Ingeborg Håkansdotter, änka efter hertig Erik, och hos hertiginnan Ingeborg Eriksdotter, hertig Valdemars änka. Han var svenskt riksråd 1318–1321 och svenske kungens hövitsman på Varberg 1321, danskt riksråd senast från och med augusti 1326 och utnämndes till hertig av Halland och Samsø i november 1326 och hertig av Estland den 11 november 1329.   
Knut Porse blev styvfar till Sveriges kung Magnus Eriksson när han gifte sig den 21 juni 1327 med dennes mor, förstnämnda änkehertiginnan Ingeborg, som var dotter till kung Håkan V och drottning Eufemia av Norge. Med Ingeborg hade han sönerna Håkan och Knut, vilka båda dog i digerdöden 1350.
I samband med ett uppror mot kung Kristofer II 1326 förstärkte han sin ställning och utnämndes av den nye kungen, Valdemar III, till hertig av Halland. När Kristoffer II återkom till makten togs Knut Porse till nåder och gavs Estland som län, men han dog ett halvår senare, enligt isländska annaler av förgiftning.

## Minnesmärken
I Varberg har en väg uppkallats efter honom, Knut Porses väg, som från Lasarettsgatan går mot söder parallellt med järnvägen. I Halmstad finns statyn Hertig Knut.